# Gouvernement Václav Klaus I
République tchèque
Pithart (cs) Klaus II
Le gouvernement Václav Klaus I (en tchèque : Druhá vláda Václava Klause) est le gouvernement de la République tchèque fédérée puis indépendante entre le 2 juillet 1992 et le 4 juillet 1996, sous la VIIe législature du Conseil national (cs) puis la Ire législature de la Chambre des députés.
Il est dirigé par le libéral Václav Klaus, vainqueur à la majorité relative des élections législatives de 1992. Il succède au gouvernement (cs) de Petr Pithart (cs) et cède le pouvoir au gouvernement Klaus II après que l'ODS a remporté les élections de 1996.

## Historique
Dirigé par le nouveau président du gouvernement libéral Václav Klaus, précédemment ministre fédéral des Finances, ce gouvernement est constitué et soutenu par une coalition entre le Parti démocratique civique (ODS), l'Union chrétienne démocrate - Parti populaire tchécoslovaque (KDU-ČSL) et l'Alliance civique démocratique (ODA). Ensemble, ils disposent de 105 députés sur 200, soit 52,5 % des sièges de la Chambre des députés.
Il est formé à la suite des élections législatives des 5 et 6 juin 1992.
Il succède donc au gouvernement (cs) de Petr Pithart (cs), au pouvoir depuis février 1990, constitué et soutenu par une coalition entre le Forum civique (OF), le Mouvemenr pour une démocratie autonome (cs) (HSD-SMS) et l'Union chrétienne-démocrate (KDU).

### Formation
Au cours du scrutin, l'ODS, issu de l'OF, remporte la majorité relative devant le Parti communiste de Bohême et Moravie (KSČM) et le Parti social-démocrate tchèque (ČSSD). Après avoir tenté sans succès de constituer le gouvernement fédéral tchécoslovaque, Klaus prend la tête du cabinet tchèque et s'accorde avec son homologue slovaque Vladimír Mečiar pour organiser la dissolution de la Tchécoslovaquie,,.
Le 26 août 1992, les gouvernements tchèque et slovaque s'entendent pour que l'Assemblée fédérale (cs) prononce formellement la partition de la République fédérale en deux États souverains pour le 1er janvier 1993 en adoptant deux lois spécifiques, dont l'une porte sur le partage du patrimoine de la Fédération. À partir de cette date, le gouvernement Klaus I devient celui de la République tchèque indépendante.

### Succession
Lors des élections législatives des 31 mai et 1er juin 1996, la coalition perd sa majorité absolue à deux sièges près, mais l'opposition est incapable de gouverner. Après s'être entendu, sous l'égide du président de la République Václav Havel, avec le Parti social-démocrate sur un accord de partage des responsabilités institutionnelles, Klaus constitue son second gouvernement.

## Composition

### Initiale (2 juillet 1992)
| Poste                                                                               | Titulaire | Titulaire            | Parti   |
| ----------------------------------------------------------------------------------- | --------- | -------------------- | ------- |
| Président du gouvernement                                                           |           | Václav Klaus         | ODS     |
| Vice-président du gouvernement                                                      |           | Jan Kalvoda          | ODA     |
| Vice-président du gouvernement Ministre des Finances                                |           | Ivan Kočárník        | ODS     |
| Vice-président du gouvernement Ministre de l'Agriculture                            |           | Josef Lux            | KDU-ČSL |
| Vice-président du gouvernement Ministre des Relations internationales               |           | Josef Zieleniec      | ODS     |
| Ministre du Travail et des Affaires sociales                                        |           | Jindřich Vodička     | ODS     |
| Ministre de l'Intérieur                                                             |           | Jan Ruml             | ODS     |
| Ministre de l'Environnement                                                         |           | František Benda      | ODS     |
| Ministre de la Politique économique Ministre de l'Économie (à partir du 31/10/1992) |           | Karel Dyba           | ODS     |
| Ministre de l'Éducation, de la Jeunesse et des Sports                               |           | Petr Piťha           | ODS     |
| Ministre de la Culture                                                              |           | Jindřich Kabát       | KDU-ČSL |
| Ministre de la Santé                                                                |           | Petr Lom             | ODS     |
| Ministre de la Justice                                                              |           | Jiří Novák           | ODS     |
| Ministre de la Concurrence (à partir du 31/10/1992)                                 |           | Stanislav Bělehrádek | KDU-ČSL |
| Ministre des Biens nationaux et des Privatisations                                  |           | Jiří Skalický        | ODA     |
| Ministre de l'Audit                                                                 |           | Igor Němec           | ODS     |

### Remaniement du 30 décembre 1992
- Les nouveaux ministres sont indiqués en gras, ceux ayant changé d'attributions en italique.

| Poste | Titulaire | Titulaire                                                                    | Parti       |
| --- | --------- | ---------------------------------------------------------------------------- | ----------- |
| Président du gouvernement |           | Václav Klaus                                                                 | ODS         |
| Vice-président du gouvernement                                                                                                  |           | Jan Kalvoda                                                                  | ODA         |
| Vice-président du gouvernement Ministre des Finances                                                                            |           | Ivan Kočárník                                                                | ODS         |
| Vice-président du gouvernement Ministre de l'Agriculture                                                                        |           | Josef Lux                                                                    | KDU-ČSL     |
| Vice-président du gouvernement Ministre des Relations internationales Ministre des Affaires étrangères (à partir du 01/01/1993) |           | Josef Zieleniec                                                              | ODS         |
| Ministre de la Défense |           | Antonín Baudyš (jusqu'au 21/09/1994) Vilém Holáň                             | KDU-ČSL     |
| Ministre du Travail et des Affaires sociales                                                                                    |           | Jindřich Vodička                                                             | ODS         |
| Ministre de l'Intérieur |           | Jan Ruml                                                                     | ODS         |
| Ministre de l'Environnement |           | František Benda                                                              | ODS         |
| Ministre de l'Économie |           | Karel Dyba                                                                   | ODS         |
| Ministre des Transports |           | Jan Stráský (jusqu'au 10/10/1995) Vladimír Budinský                          | ODS         |
| Ministre de l'Éducation, de la Jeunesse et des Sports                                                                           |           | Petr Piťha (jusqu'au 27/04/1994) Ivan Pilip (à partir du 02/05/1994)         | ODS         |
| Ministre de la Culture |           | Jindřich Kabát (jusqu'au 17/01/1994)                                         | KDU-ČSL     |
| Ministre de la Culture |           | Pavel Tigrid (à partir du 19/01/1994)                                        | Indépendant |
| Ministre de la Santé |           | Petr Lom (jusqu'au 22/06/1993) Luděk Rubáš (jusqu'au 10/10/1995) Jan Stráský | ODS         |
| Ministre de la Justice |           | Jiří Novák                                                                   | ODS         |
| Ministre de la Concurrence |           | Stanislav Bělehrádek                                                         | KDU-ČSL     |
| Ministre des Biens nationaux et des Privatisations                                                                              |           | Jiří Skalický                                                                | ODA         |
| Ministre de l'Audit Ministre sans portefeuille(à partir du 30/06/1993)                                                          |           | Igor Němec                                                                   | ODS         |